# Odontolamia sellata
Odontolamia sellata är en skalbaggsart som först beskrevs av Edgar von Harold 1879.  Odontolamia sellata ingår i släktet Odontolamia och familjen långhorningar.
Artens utbredningsområde är Angola. Inga underarter finns listade i Catalogue of Life.